# 電機機械
電機機械（electric machinery）又稱電工機械，是電機工程學裡的一個學科。主要研究發電機、電動機與轉換電力的變壓器，並探討電磁能和機械能這兩種能量形式間的轉換與應用。

## 課程範圍
1. 電機機械原理簡介
2. 變壓器
3. 電力電子簡介
4. 直流電機原理
5. 直流發電機
6. 直流電動機（直流馬達）
7. 交流電機原理
8. 同步發電機
9. 同步電動機（同步馬達）
10. 感應電動機（感應馬達）
11. 單相電動機（單相馬達）

## 電機機械的分類
1. 依能量轉換關係區分
  1. 電磁能→電磁能：變壓器、電力電子元件
  2. 電磁能→機械能：電動機
  3. 機械能→電磁能：發電機
  4. 機械能→機械能：齒輪、槓桿、輪軸
2. 依機能區分
  1. 靜止電機：變壓器、磁性放大器、變流器、整流器
  2. 旋轉電機：直流電機、交流電機
3. 依電壓波形區分：直流電機、交流電機
4. 依電源相數區分：單相電機、三相電機
5. 依用途區分：發電機、電動機
6. 依磁極數區分：二極機、四極機、六極機、八極機……
7. 依氣隙種類區分：凸極電機、隱極電機
8. 依轉子種類區分：旋轉磁場式（轉磁式）、旋轉電樞式（轉電式）
9. 依轉速區分：高速電機（1,500～3,600rpm）、低速電機（1,000rpm以下）
10. 依轉速、頻率、極數的關係：同步、非同步
11. 依運轉特性區分
  1. 定電壓、可調電壓、變電壓（下降特性）、定電流
  2. 定速、多轉速、變速
12. 依保護方式區分
  1. 對外物保護方式：無保護型、半保護型、保護型、全閉型、防塵型
  2. 對防水保護方式：無保護型、防滴型、防雨型、防沫型、防噴型、防波型、防㓎型、水中型
13. 依冷卻方式區分
  1. 依冷媒種類：空冷型、氫氣冷卻型、水冷型、油冷型、其它（需標示冷媒名稱）
  2. 依冷媒通路與散熱方式：自由通風型、入口管通風型、出口管通風型、兩側管通風型、外部表面冷卻型、熱交換器型
  3. 依冷媒的輸送方式：自冷型（依冷媒的溫差的對流）、自力型（經由轉子的旋轉帶動運輸冷媒）、他力型（以外加的獨立裝置運輸）

## 外部連結
- intitle:"Electric Machinery Fundamentals" - 搜索 Google 圖書
- intitle:"電機機械" - 搜索 Google 圖書
- intitle:"電工機械" - 搜索 Google 圖書